# Mateusz Wilusz
Mateusz Wilusz (ur. 31 marca 1990 w Sanoku) – polski hokeista.
Jego ojciec Adam także był hokeistą (występował w ówczesnej drużynie Stali Sanok, w sezonie II ligi 1975/1976 jako debiutant w zespole seniorskim uzyskał awans do ekstraklasy).
Absolwent Gimnazjum nr 2 im. Królowej Zofii w Sanoku z 2006.

## Kariera
- MKH Sanok (wychowanek)
- Ciarko PBS Bank KH Sanok (2006-2012)
- Orlik Opole (2012-2013)
- Ciarko PBS Bank KH Sanok / STS Sanok (2013-2016)
  -  UKH Dębica (2013)
- Ciarko KH 58 Sanok (2017-2019)
- UKS MOSiR Sanok (2019-2020)
- Ciarko STS Sanok (2020-2022)

Wychowanek Młodzieżowego Klubu Hokejowego w Sanoku. Od 2006 zawodnik seniorskiego klubu Ciarko PBS Bank KH Sanok, w którym pierwotnie występował do 2012. W sezonie 2012/2013 występował w barwach Orlika Opole w I lidze. Od 2013 do 2016 ponownie zawodnik klubu z Sanoka. Po roku przerwy w lipcu 2017 podpisał kontrakt na występy w reaktywowanym sanockim zespole, zgłoszonym do sezonu 2. ligi słowackiej 2017/2018. Został wybrany kapitanem zespołu. Potem był zawodnikiem w reaktywowanym sanockim zespole, zgłoszonym do sezonu 2. ligi słowackiej 2017/2018. W sezonie 2019/2020 grał nadal w 2. lidze słowackiej w barwach zespołu pod szyldem UKS MOSiR Sanok. W 2020 został zawodnikiem reaktywowanego klubu STS Sanok, powracającego po czterech latach przerwy do występów w PLH edycji 2020/2021. Po sezonie 2021/2022 zakończył karierę.
W 2007 otrzymał powołanie do reprezentacji Polski do lat 18. Występował także w Sanockiej Lidze Unihokeja.

## Sukcesy
Klubowe
- Brązowy medal mistrzostw Polski żaków: 2001 z SKH Sanok[11][12]
- Puchar Polski: 2010, 2011 z Ciarko PBS Bank KH Sanok
- Złoty medal mistrzostw Polski: 2012, 2014 z Ciarko PBS Bank KH Sanok
- Finał Pucharu Polski: 2013, 2014 z Ciarko PBS Bank KH Sanok

Indywidualne
- Puchar Kontynentalny 2014/2015#Grupa C: pierwsze miejsce w klasyfikacji skuteczności wygrywanych wznowień w turnieju Grupy C: 72,22%[13]